# Mantidactylus
Mantidactylus är ett släkte av groddjur. Mantidactylus ingår i familjen Mantellidae.

## Dottertaxa tillMantidactylus, i alfabetisk ordning[1]
- Mantidactylus aerumnalis
- Mantidactylus albofrenatus
- Mantidactylus alutus
- Mantidactylus ambohimitombi
- Mantidactylus ambreensis
- Mantidactylus argenteus
- Mantidactylus bellyi
- Mantidactylus betsileanus
- Mantidactylus biporus
- Mantidactylus bourgati
- Mantidactylus brevipalmatus
- Mantidactylus charlotteae
- Mantidactylus cowanii
- Mantidactylus curtus
- Mantidactylus delormei
- Mantidactylus femoralis
- Mantidactylus grandidieri
- Mantidactylus guttulatus
- Mantidactylus lugubris
- Mantidactylus madecassus
- Mantidactylus majori
- Mantidactylus melanopleura
- Mantidactylus mocquardi
- Mantidactylus noralottae
- Mantidactylus opiparis
- Mantidactylus pauliani
- Mantidactylus tricinctus
- Mantidactylus ulcerosus
- Mantidactylus zipperi
- Mantidactylus zolitschka